# طوطی سنگال
طوطی سنگال (نام علمی: Poicephalus senegalus) نام یک گونه از تیره طوطیان است.

پراکندگی جغرافیایی: قاره افریقا، از شرق سنگال تا کشور چاد و...میباشد
اندازه: ۲۳ سانتی متر تا ۲۷ سانتی متر
جیره غذایی: غذای طوطی به همراه میوه و سبزیجات.
پرندگان نابالغ: با منقار سیاه رنگ خود از پرندگان بالغ مشخص می شوند.
تعیین جنسیت: تفاوت ظاهری بین دو جنس نر و ماده وجود ندارد.
ویژگی و جذابیتهای این پرنده: رنگ بسیار زیبایی دارد و زود اهلی می شود. تغذیه و نگهداری این پرندگان با توجه به جثه نسبتا کوچکش کمی اسانتر است.و این طوطی میزان یادگیری بسیار بالایی دارد.
نام علمی: Poicephalus senegalus
نام معمولی: طوطی سنگالی senegal parrot
زیر گونه ها:
P. s. senegalus
P. s. mesotypus
P. s. versteri
خانواده : Psittacidae
وزن: 155 گرم ( 125 تا 170 گرم )
طول عمر: 25 تا 30 سال در طبیعت و تا 50 سال در اسارت زندگی کرده است .
میزان صدا: پرصدا ، با دامنه گسترده ای از صدا ها و جیغهای بلند